# Henrik Borgström
Pour l’article homonyme, voir Henrik Borgström pour le joueur de hockey sur glace.
Henrik Borgström (né le 26 avril 1799 à Loviisa; mort le 30 juin 1883 à Helsinki) est un commerçant finlandais et un homme qui aura une grande influence sur les activités professionnelles et la vie culturelle à Helsinki.

## Biographie
Henrik Borgström fonde en 1834 à Helsinki une usine de tabac au coin des rues Meritullinkatu et  Pohjoisranta dont les bâtiments existent encore de nos jours. Il a aussi été un actionnaire important de la banque Suomen Yhdyspankki fondée en 1862.